# Прапор Березівки (Звягельський район)
Пра́пор Березі́вки — офіційний символ села Березівка Ємільчинського району Житомирської області, затверджений 16 жовтня 2013 р. рішенням № 118 XXVI сесії Березівської сільської ради VI скликання.

## Опис
Квадратне полотнище складається з п'яти горизонтальних смуг зеленого, синього, зеленого, синього та зеленого кольору (1:1:2:1:1). На середній смузі посередині вінок із трьох білих квіток та трьох жовтих листків анемони, розміщених почергово, який символізує єдність та процвітання громади.
Автор — Олена Багрянцева.